# Pluvialis
Pluvialis är ett fågelsläkte i familjen pipare inom ordningen vadarfåglar. Släktet omfattar fyra arter som häckar runt jorden på höga breddgrader på norra halvklotet, från Island och Färöarna till Skandinavien, Sibirien, Alaska, Kanada och Grönland, vintertid spridda i stora delar av världen.:
- Kustpipare (P. squatarola)
- Ljungpipare (P. apricaria)
- Amerikansk tundrapipare (P. dominica)
- Sibirisk tundrapipare (P. fulva)